# Temuulen Battugla
Temuulen Battugla (7 ottobre 1989) è un judoka mongolo.

## Palmarès

### Mondiali
- 1 medaglia:
  - 1 bronzo (Astana 2015 a squadre)

### Giochi asiatici
- 3 medaglie:
  - 3 bronzi (Taipei 2009 nei -100 kg; Tashkent 2012 nei -100 kg; Bangkok 2013 nei -100 kg)